# Rutki
Rutki è un comune rurale polacco del distretto di Zambrów, nel voivodato della Podlachia.
Ricopre una superficie di 200,2 km² e nel 2004 contava 6 144 abitanti.